# Epicrates
Genre
Synonymes
- Cliftia Gray, 1849
- Epicarsius Fischer, 1856
- Homalochilus Fischer, 1856
- Piesigaster Seoane, 1881
- Boella Smith & Chiszar, 1992

Epicrates est un genre de serpents de la famille des Boidae. Ils sont appelés Boa arc-en-ciel ou serpent foulard

## Répartition
Les espèces de ce genre se rencontrent aux Antilles, en Amérique du Sud et en Amérique centrale.

## Liste des espèces
Selon The Reptile Database (2 août 2013) :
- Epicrates alvarezi Abalos, Baez & Nader, 1964
- Epicrates assisi Machado, 1945
- Epicrates cenchria (Linnaeus, 1758)
- Epicrates crassus Cope, 1862
- Epicrates maurus Gray, 1849

## Publication originale
- Wagler, 1830 : Natürliches System der Amphibien, mit vorangehender Classification der Säugthiere und Vögel. Ein Beitrag zur vergleichenden Zoologie. J.G. Cotta, München, p. 1-354 (texte intégral).